# أحمد بيضي
أحمد بيضي لاعب كرة قدم سعودي.
لعب سابقاً لأندية التضامن و التعاون و سدوس و الوطني و الجبلين و الوشم و الحجاز .